# Leptosister patulus
Leptosister patulus är en skalbaggsart som beskrevs av Helava in Helava et al. 1985. Leptosister patulus ingår i släktet Leptosister och familjen stumpbaggar. Inga underarter finns listade i Catalogue of Life.